# Heather Ludloff
Heather Ludloff (Honolulu, 11 juni 1961) is een voormalig tennisspeelster uit de Verenigde Staten van Amerika. Ludloff speelt rechtshandig en heeft een enkelhandige backhand. Zij was actief in het internationale tennis van 1978 tot en met 1993.

## Loopbaan
Ludloff debuteerde in 1978 op Wimbledon, waar zij deelnam aan het enkelspel en, samen met landgenoot Sam Vuille, ook aan het gemengd dubbelspel. Zij was toen net zeventien jaar geworden. In 1979 begon zij aan een studie Bedrijfskunde aan de Brigham Young-universiteit in Provo (Utah), waar zij college tennis speelde, maar na twee jaar aldaar haar studie staakte om over te stappen naar de UCLA.

### Enkelspel
In november 1980, toen zij nog tweedejaars (sophomore) was, speelde Ludloff voor het eerst op een WTA-hoofdtoernooi, op het toernooi van Hongkong – zij bereikte er de tweede ronde. Haar beste resultaat op de WTA-toernooien is het bereiken van de halve finale, op het WTA-toernooi van Taipei, eenmaal in 1987 en andermaal in 1989. Op het WTA-toernooi van Eastbourne van 1991 versloeg zij Française Nathalie Tauziat, op dat moment het nummer 15 van de wereld.
Haar beste resultaat op de grandslamtoernooien is het bereiken van de derde ronde, op het US Open 1982. Haar hoogste notering op de WTA-ranglijst is de 57e plaats, die zij bereikte in augustus 1983.

### Dubbelspel
Ludloff behaalde in het dubbelspel betere resultaten dan in het enkelspel. Zij debuteerde in 1978 op het US Open, samen met landgenote Alycia Moulton. In 1979 won Ludloff haar eerste internationale titel, op het Avon Qualifying-toernooi in Roanoke (Virginia), samen met landgenote Caryn Copeland. In 1980 speelde Ludloff voor het eerst op een door de ITF gedocumenteerd hoofdtoernooi, op het toernooi van Indianapolis (US Clay Courts), samen met landgenote Anne White. Zij stond in 1986 voor het eerst in een WTA-finale, op het Virginia Slims-toernooi van Newport, samen met landgenote Terry Holladay – hier veroverde zij haar eerste titel, door het Amerikaanse koppel Cammy MacGregor en Gretchen Rush te verslaan. In totaal won zij twee WTA-titels, de andere in 1989 in Taipei, samen met de Zweedse Maria Lindström.
Haar beste resultaat op de grandslamtoernooien is het bereiken van de kwartfinale, op het Australian Open 1983, samen met de Zuid-Afrikaanse Ilana Kloss. Haar hoogste notering op de WTA-ranglijst is de 37e plaats, die zij bereikte in november 1987.

#### Gemengd dubbelspel
In deze discipline speelde Ludloff voornamelijk op Wimbledon, tienmaal in de periode 1978–1991. Haar beste resultaat is het bereiken van de derde ronde, op Wimbledon 1987 met landgenoot Larry Scott aan haar zijde.

## Posities op deWTA-ranglijst
Positie per einde seizoen:
| jaar | rang enkelspel | rang dubbelspel |
| ---- | -------------- | --------------- |
| 1980 | 202            | –               |
| 1981 | 162            | –               |
| 1982 | 97             | –               |
| 1983 | 76             | –               |
| 1984 | 129            | –               |
| 1985 | 139            | 93              |
| 1986 | 251            | 66              |
| 1987 | 74             | 38              |
| 1988 | 125            | 115             |
| 1989 | 164            | 78              |
| 1990 | 216            | 72              |
| 1991 | 139            | 94              |
| 1992 | 281            | 95              |
| 1993 | 444            | 118             |

## Palmares
| Legenda                |
| ---------------------- |
| Grandslamtoernooi      |
| Olympische Spelen      |
| Year-End Championships |
| Tier I                 |
| Tier II                |
| Tier III               |
| Tier IV & V            |

### WTA-finaleplaatsen enkelspel
geen

### WTA-finaleplaatsen vrouwendubbelspel
| nr.              | finale     | toernooi         | ondergrond | partner             | tegenstandsters                       | score         |
| ---------------- | ---------- | ---------------- | ---------- | ------------------- | ------------------------------------- | ------------- |
| gewonnen finales |            |                  |            |                     |                                       |               |
| 1.               | 1979-03-02 | WTA Roanoke      | tapijt (i) | Caryn Copeland      | Raquel Giscafré Jane Stratton         | 6-3, 6-3      |
| 2.               | 1986-07-20 | WTA Newport (VS) | gras       | Terry Holladay      | Cammy MacGregor Gretchen Rush         | 6-1, 6-7, 6-3 |
| 3.               | 1989-04-30 | WTA Taipei       | hardcourt  | Maria Lindström     | Cecilia Dahlman Nana Miyagi           | 4-6, 7-5, 6-3 |
| verloren finales |            |                  |            |                     |                                       |               |
| 1.               | 1987-05-03 | WTA Singapore    | hardcourt  | Barbara Gerken      | Anna-Maria Fernandez Julie Richardson | 1-6, 4-6      |
| 2.               | 1987-10-04 | WTA New Orleans  | tapijt (i) | Mareen Louie-Harper | Zina Garrison Lori McNeil             | 3-6, 3-6      |

## Resultaten grandslamtoernooien
| Legenda | Legenda                          |
| ------- | -------------------------------- |
| g.t.    | geen toernooi gehouden           |
| l.c.    | lagere categorie                 |
| –       | niet deelgenomen                 |
| G       | uitgeschakeld in de groepsfase   |
| 1R      | uitgeschakeld in de eerste ronde |
| 2R      | uitgeschakeld in de tweede ronde |
| 3R      | uitgeschakeld in de derde ronde  |
| 4R      | uitgeschakeld in de vierde ronde |
| KF      | uitgeschakeld in de kwartfinale  |
| HF      | uitgeschakeld in de halve finale |
| F       | de finale verloren               |
| W       | het toernooi gewonnen            |
| w-v     | winst/verlies-balans             |

### Enkelspel
| Australian Open | –  | –  | –  | 1R | –  | –  | 2R | 2R | 2R | 1R | 1R |
| Roland Garros   | –  | –  | –  | –  | –  | –  | –  | –  | –  | –  | –  |
| Wimbledon       | 2R | –  | –  | 1R | 1R | 1R | 1R | 1R | 1R | 2R | –  |
| US Open         | –  | 1R | 3R | 1R | 1R | –  | 1R | 1R | –  | –  | –  |

### Vrouwendubbelspel
| toernooi        | 1978 | 1979 |    | 1981 | 1982 | 1983 | 1984 | 1985 | 1986 | 1987 | 1988 | 1989 | 1990 | 1991 | 1992 | 1993 |
| --------------- | ---- | ---- | -- | ---- | ---- | ---- | ---- | ---- | ---- | ---- | ---- | ---- | ---- | ---- | ---- | ---- |
| Australian Open | –    | –    | –  | 1R   | KF   | –    | 2R   | g.t. | 2R   | 1R   | 1R   | 3R   | 2R   | 1R   | –    |      |
| Roland Garros   | –    | –    | –  | –    | –    | –    | –    | –    | –    | –    | –    | –    | –    | –    | –    |      |
| Wimbledon       | –    | –    | 1R | –    | 2R   | 2R   | 2R   | 2R   | 2R   | 1R   | 1R   | 2R   | –    | –    | –    |      |
| US Open         | 2R   | 2R   | 1R | 3R   | 2R   | 1R   | –    | –    | 1R   | 1R   | 3R   | 2R   | –    | 1R   | 1R   |      |

### Gemengd dubbelspel
| Australian Open | g.t. | g.t. | g.t. | g.t. | g.t. | g.t. | –  | 2R | 1R | –  |
| Roland Garros   | –    | –    | –    | –    | –    | –    | –  | –  | –  | –  |
| Wimbledon       | 1R   | 2R   | 2R   | 2R   | 1R   | 1R   | 3R | 2R | 1R | 1R |
| US Open         | –    | –    | –    | –    | –    | –    | 1R | –  | –  | –  |